# UFC Fight Night: Miocic vs. Maldonado
UFC Fight Night: Miocic vs. Maldonado（ユーエフシー・ファイトナイト：ミオシッチ・バーサス・マルドナド、別名：The Ultimate Fighter Brazil 3 Finale）は、アメリカ合衆国の総合格闘技団体「UFC」の大会の一つ。2014年5月31日、ブラジル・サンパウロ州サンパウロのジナーシオ・ド・イブラプエラで開催された。

## 大会概要
本大会ではThe Ultimate Fighter Brazil 3決勝とスティーペ・ミオシッチとファビオ・マルドナドによるヘビー級ワンマッチが組まれた。
Legacy FCバンタム級王者マット・ホーバー、キャリア12戦全勝のマルシオ・アレッシャンドリ、6戦全勝のワーレイ・アウヴェスがUFCデビュー。

### カード変更
負傷などによるカードの変更は以下の通り。
- ウィルソン・ヘイス → マット・ホーバー（第1試合）
- マイク・ピアース → アレクサンダー・ヤコヴレフ（第9試合）
- ジュニオール・ドス・サントス → ファビオ・マルドナド（第12試合）
- ヴァンダレイ・シウバ vs. チェール・ソネン → UFC 175に移動
- ディエゴ・ブランダオン vs. ブライアン・オルテガ → ブランダオンの負傷により中止

## 試合結果

### アーリープレリム
第1試合 バンタム級ワンマッチ 5分3R
○  ペドロ・ムニョス vs.  マット・ホーバー ×
1R 2:47 TKO（パウンド）
第2試合 ヘビー級ワンマッチ 5分3R
○  マルコス・ホジェリオ・ジ・リマ vs.  ヒカルドソン・モレイラ ×
1R 0:20 KO（パウンド）
第3試合 ミドル級ワンマッチ 5分3R
○  ヒカルド・アブリウ vs.  ヴァグナー・シウバ ×
2R 1:06 リアネイキドチョーク

### プレリミナリーカード
第4試合 フェザー級ワンマッチ 5分3R
○  ケヴィン・ソウザ vs.  マーク・エディーヴァ ×
2R 4:52 TKO（スタンドパンチ連打）
第5試合 ウェルター級ワンマッチ 5分3R
○  ガサン・ウマラトフ vs.  パウロ・チアゴ ×
3R終了 判定3-0（30-27、30-27、29-28）
第6試合 フェザー級ワンマッチ 5分3R
○  エリアス・シルヴェリオ vs.  アーネスト・チャベス ×
3R 4:21 リアネイキドチョーク
第7試合 ライト級ワンマッチ 5分3R
○  ラシド・マゴメドフ vs.  ホドリゴ・ダム ×
3R終了 判定3-0（30-27、30-27、30-27）

### メインカード
第8試合 フェザー級ワンマッチ 5分3R
○  ロビー・ペラルタ vs.  ホニー・ジェイソン ×
3R終了 判定2-1（29-28、27-30、30-27）
第9試合 ウェルター級ワンマッチ 5分3R
○  デミアン・マイア vs.  アレクサンダー・ヤコヴレフ ×
3R終了 判定3-0（30-27、30-27、30-27）
第10試合 TUF Brazil 3ミドル級トーナメント 決勝 5分3R
○  ワーレイ・アウヴェス vs.  マルシオ・アレッシャンドリ ×
3R 0:25 ギロチンチョーク
※アウヴェスがトーナメント優勝。
第11試合 TUF Brazil 3ヘビー級トーナメント 決勝 5分3R
○  アントニオ・カルロス・ジュニオール vs.  ヴィトー・ミランダ ×
3R終了 判定3-0（30-27、30-27、29-28）
※ジュニオールがトーナメント優勝。
第12試合 ヘビー級ワンマッチ 5分5R
○  スティーペ・ミオシッチ vs.  ファビオ・マルドナド ×
1R 0:35 TKO（右ストレート→パウンド）

### 各賞
- ファイト・オブ・ザ・ナイト： ケヴィン・ソウザ vs. マーク・エディーヴァ
- パフォーマンス・オブ・ザ・ナイト： ワーレイ・アウヴェス、スティーペ・ミオシッチ
  - 各選手にはボーナスとして5万ドルが支給された。